# Phạm Quốc Anh
Phạm Quốc Anh (sinh 1940) là đại biểu Quốc hội Việt Nam khóa 12, thuộc đoàn đại biểu Đồng Nai.

## Tiểu sử
Tên thường gọi: Quốc Anh
Ngày sinh: 11/4/1940
Giới tính: Nam
Dân tộc: Kinh
Tôn giáo: Không
Quê quán: Xã Bình Mình, huyện Khoái Châu, Hưng Yên
Trình độ chính trị: _
Trình độ chuyên môn: Kỹ sư hóa chất; Cử nhân Luật
Nghề nghiệp, chức vụ: Ủy viên Ủy ban Pháp luật của Quốc hội; Chủ tịch Hội Luật gia Việt Nam, Phó chủ tịch Liên hiệp các hội khoa học kỹ thuật Việt Nam; Ủy viên Đoàn chủ tịch TW Mặt trận Tổ quốc Việt Nam khoá 2004 - 2009.
Nơi làm việc: Hội Luật gia Việt Nam, số 261 A2 Thụy Khuê, Hà Nội
Ngày vào đảng: 26/11/1961
Nơi ứng cử: Đồng Nai
Đại biểu Quốc hội khoá: XII
Đại biểu chuyên trách: Không
Đại biểu Hội đồng Nhân dân: Không